# Cerviniopsis obtusirostris
Cerviniopsis obtusirostris är en kräftdjursart som beskrevs av Brodskaya 1963. Cerviniopsis obtusirostris ingår i släktet Cerviniopsis och familjen Cerviniidae. Inga underarter finns listade i Catalogue of Life.